# Xantonneopsis robinsonii
Xantonneopsis robinsonii là một loài thực vật có hoa trong họ Thiến thảo.. Loài này được Pit. miêu tả khoa học đầu tiên năm 1923. Chúng thường xuất hiện ở Việt Nam.